# Nicky Evrard
Nicky Evrard (Zottegem, 26 maggio 1995) è una calciatrice belga, portiere del PSV e della nazionale belga.

## Carriera

### Club
Nicky Evrard inizia la sua carriera giocando nelle giovanili del Racing Strijpen per passare in seguito a quelle del Munkzwalm.
Durante il calciomercato estivo 2011 sottoscrive un contratto con il Cercle Melle squadra che la stagione successiva cambia denominazione in Gent. Rimane con la società con sede a Gand fino al termine della stagione 2016-2017, condividendo al suo ultimo anno con le compagne la conquista della Coppa del Belgio primo importate trofeo conquistato dalla società nella sua storia sportiva.
Il 17 maggio 2017, Evrard annuncia il suo trasferimento alle olandesi del Twente per giocare il suo primo campionato estero, l'Eredivisie, la stagione entrante.

### Nazionale
Nel 2009 Evrard viene convocata dalla Federazione calcistica del Belgio (URBSFA/KBVB) per indossare la maglia della formazione Under-15, passando l'anno successivo alla Under-17, inserita in rosa nella squadra che affronta le qualificazioni all'edizione 2011 del campionato europeo di categoria, con la quale debutta il 10 settembre 2010 nell'amichevole vinta per 2-0 sulle pari età della Svizzera.

## Palmarès
- Coppa del Belgio: 1

Gent: 2016-2017